# Údolí (Nekoř)
Údolí (německy Margaretental) je malá vesnice a část obce Nekoř v okrese Ústí nad Orlicí. Nachází se asi 1,5 kilometru severovýchodně od Nekoře. Údolí leží v katastrálním území Nekoř o výměře 10,95 km².

## Historie
První písemná zmínka o vesnici pochází z roku 1790.